# 木全 (稲沢市)
木全（きまた）は、愛知県稲沢市の地名。

## 地理

### 施設
- 西勝寺

## 歴史

### 人口の変遷
国勢調査による人口および世帯数の推移。

#### 木全
| 2000年（平成12年） | 162世帯 520人 |  |
| 2005年（平成17年） | 166世帯 529人 |  |
| 2010年（平成22年） | 153世帯 503人 |  |
| 2015年（平成27年） | 164世帯 504人 |  |
| 2020年（令和2年）  | 175世帯 547人 |  |

#### 木全町
| 1995年（平成7年）  | 152世帯 559人 |  |
| 2000年（平成12年） | 8世帯 25人    |  |
| 2005年（平成17年） | 6世帯 17人    |  |
| 2010年（平成22年） | 17世帯 61人   |  |
| 2015年（平成27年） | 23世帯 83人   |  |
| 2020年（令和2年）  | 30世帯 101人  |  |

### WEB
1. 1 2  “愛知県稲沢市の町丁・字一覧”.   人口統計ラボ. 2023年5月5日閲覧。
2. 1 2 3 4  総務省統計局 (2022年2月10日). “令和2年国勢調査の調査結果(e-Stat) - 男女別人口，外国人人口及び世帯数－町丁・字等” (CSV). 2023年8月2日閲覧。
3. 1 2  “読み仮名データの促音・拗音を小書きで表記するもの(zip形式) 愛知県” (zip).   日本郵便 (2024年2月29日). 2024年3月26日閲覧。
4. 1 2  “市外局番の一覧” (PDF).   総務省 (2022年3月1日). 2022年3月22日閲覧。
5. ↑  “ナンバープレートについて”.   一般社団法人愛知県自動車会議所. 2024年1月21日閲覧。
6. ↑  “ナンバープレートについて”.   一般社団法人愛知県自動車会議所. 2024年1月21日閲覧。
7. 1 2  総務省統計局 (2014年5月30日). “平成12年国勢調査の調査結果(e-Stat) - 男女別人口及び世帯数 －町丁・字等” (CSV). 2021年7月20日閲覧。
8. 1 2  総務省統計局 (2014年6月27日). “平成17年国勢調査の調査結果(e-Stat) - 男女別人口及び世帯数 －町丁・字等” (CSV). 2021年7月21日閲覧。
9. 1 2  総務省統計局 (2012年1月20日). “平成22年国勢調査の調査結果(e-Stat) - 男女別人口及び世帯数 －町丁・字等” (CSV). 2021年7月21日閲覧。
10. 1 2  総務省統計局 (2017年1月27日). “平成27年国勢調査の調査結果(e-Stat) - 男女別人口及び世帯数 －町丁・字等” (CSV). 2021年7月21日閲覧。
11. ↑  総務省統計局 (2014年3月28日). “平成7年国勢調査の調査結果(e-Stat) - 男女別人口及び世帯数 －町丁・字等” (CSV). 2021年7月20日閲覧。